# Спирито, Илария
Илария Спирито (итал. Ilaria Spirito; род. 20 февраля 1994, Альбисола-Супериоре, провинция Савона, область Лигурия, Италия) — итальянская волейболистка, либеро. Олимпийская чемпионка 2024.

## Биография
Волейбольная карьера Иларии Спирито началась в 2008 году в команде родного города Альбисола-Супериоре, выступавшей в серии С чемпионата Италии. Спустя год перешла в «Лантерна-Дженова», выступавшей в серии В1, а с 2010 играла за волейбольный клуб из Бусто-Арсицио — до 2013 в фарм-командах в сериях В2 и В1, а в 2013—2014 — за основную команду клуба (серия А1), с которой стала серебряным призёром чемпионата Италии. В 2014 приглашена в команду «Клуб Италия», являвшуюся базовой для молодёжной и юниорской сборных страны, В 2016 вернулась в Бусто-Арсицио и в 2017 году с «Унет-Ямамай» стала победителем розыгрыша Кубка Европейской конфедерации волейбола (ЕКВ). В 2018—2022 выступала за команды из Казальмаджоре, Рима и Кунео. В 2022 заключила контракт с волейбольным клубом «Кьери’76», с командой которого («Реале Мутуа Фенера») в 2023 стала обладателем Кубка вызова ЕКВ, а в 2024 — Кубка ЕКВ. 
В 2012 году Спирито в составе молодёжной сборной Италии выиграла бронзовую медаль молодёжного чемпионата Европы 2012. 2015 году дебютировала в национальной сборной Италии, приняв в её составе участие в волейбольном турнире Европейских игр. В 2016 участвовала в Гран-при, в 2018 — в Лиге наций, но в последующем в сборную не привлекалась.
В 2024 новый главный тренер национальной команды Италии Хулио Веласко включил Спирито в состав сборной, в составе которой в том же году спортсменка выиграла «золото» Олимпийских игр и Лиги наций.

### Клубная карьера
- 2008—2009 —  «Ильина Альбисола» (Альбисола-Супериоре);
- 2009—2010 —  «Лантерна Дженова» (Генуя);
- 2010—2013 —  «Бусто-Арсицио»-2 (Бусто-Арсицио);
- 2013—2014 —  «Унендо-Ямамай» (Бусто-Арсицио);
- 2014—2016 —  «Клуб Италия» (Рим);
- 2016—2018 —  «Унет-Ямамай» (Бусто-Арсицио);
- 2018—2020 —  «Поми» (Казальмаджоре);
- 2020—2021 —  «Рома» (Рим);
- 2021—2022 —  «Сан-Бернардо» (Кунео);
- с 2022 —  «Реале Мутуа Фенера» (Кьери).

## Достижения

### Со сборными Италии
- Олимпийская чемпионка 2024.
- чемпионка Лиги наций 2024.
- бронзовый призёр молодёжного чемпионата Европы 2012.

### С клубами
- серебряный призёр чемпионата Италии 2014.
- двукратный победитель розыгрышей Кубка ЕКВ — 2017, 2024.
- победитель розыгрыша Кубка вызова ЕКВ 2023;
  - серебряный призёр Кубка вызова ЕКВ 2025.